# Mar largo

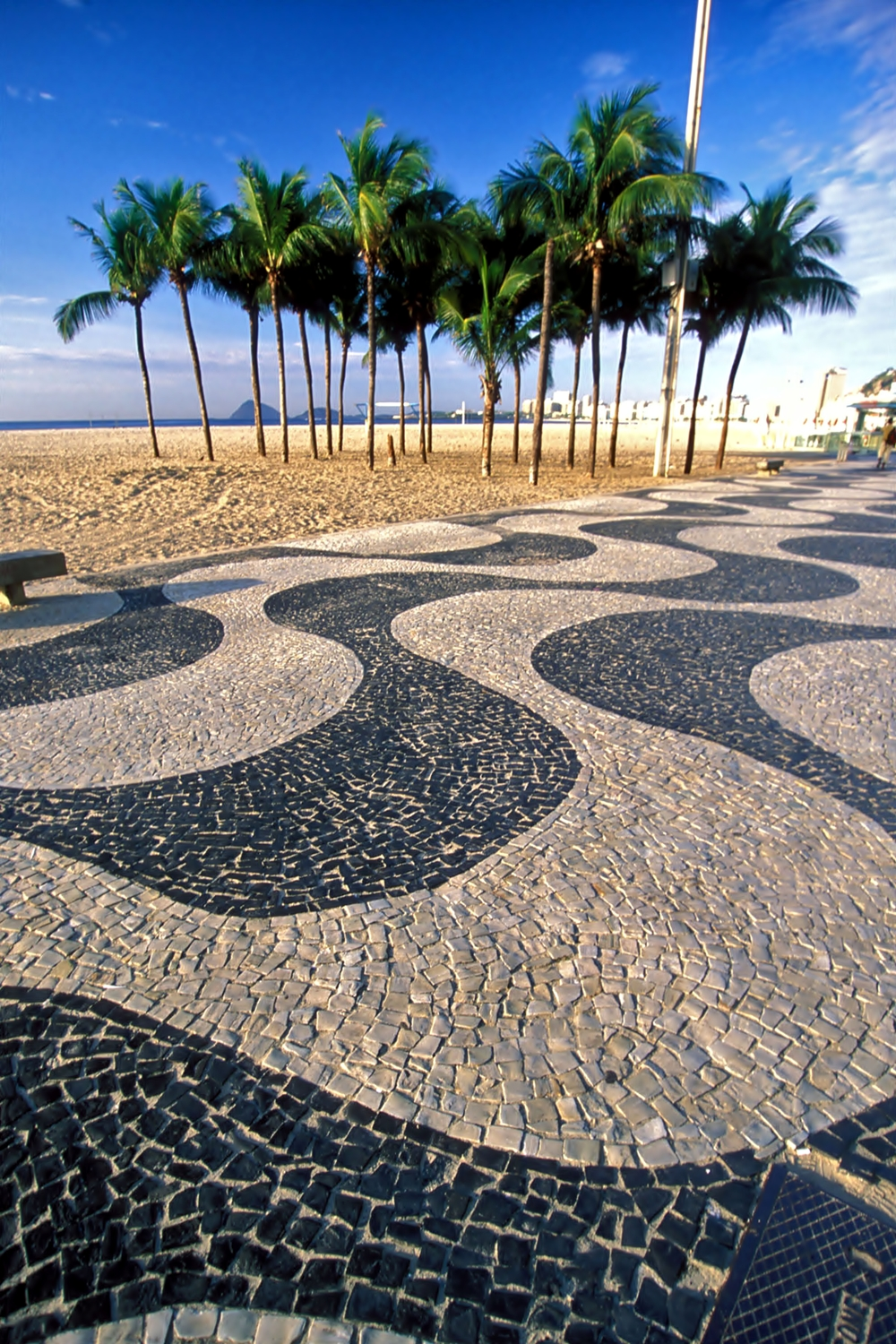
Padrão mar largo na calçada portuguesa em Copacabana

O padrão de desenho mar largo é aplicado no calçamento de vias em calçada portuguesa, em urbanismo. O traçado de suas linhas, alternadas em branco e preto, faz um paralelismo estilizado com o ritmo das ondas do mar e das marés.
O padrão existe em Portugal desde o século XVIII, segundo dados da época. Um exemplo notável da aplicação deste padrão em Portugal é a calçada da Praça do Rossio, pavimentada em 1849, assim como no Padrão dos Descobrimentos.
No Brasil, terá surgido primeiramente na cidade de Manaus, no estado do Amazonas em 1900, durante a urbanização decorrente do ciclo da borracha. O padrão foi mantido por Burle Marx em 1969, quando foi refeito o calçamento da orla marítima do bairro de Copacabana, na cidade do Rio de Janeiro, no Brasil, por exemplo. Na ocasião o padrão foi multiplicado por três e disposto no sentido longitudinal, ao contrário do original, disposto transversalmente.
Em Portugal foi recentemente aplicado (1998) no calçamento do Parque das Nações, em Lisboa. Também se observa em vários locais da orla marítima do Estoril e Cascais.